# 馬鹿は風邪を引かない
馬鹿は風邪を引かない（ばかはかぜをひかない）は、日本のことわざの一つ。「馬鹿」と呼ばれる人間の鈍感さを「風邪を引いても、その症状を自覚しないほど」とたとえて言ったものだが、読んで字の如く「馬鹿は風邪を引かない」との意味でしばしば用いられる。都市伝説の一つと見なされることもある。「阿呆は風邪をひかない」「阿呆風邪ひかぬ」ともいう。

## 歴史
ことわざや言葉遊びは、かつては庶民の間の言い伝え程度だったものが、江戸時代後期の文化・文政時代に印刷技術が確立されると、盛んに印刷物として世に広められるようになった。そのことから日本語学者の萩原義雄は、「馬鹿は風邪を引かない」もその頃に一般に認知された可能性が高いとの考えを述べている。
一方で1787年（天明7年）の書『譬喩尽（たとえづくし）』に「信天翁凮不引（あほうかぜひかず）」とあることから、ことわざ研究家の北村孝一は、この時代にすでに似たような表現があったと見ている。ほかにも江戸時代の古書には、暁鐘成による天保時代の書『顔尽し落噺（かおづくしおとしばなし）』に「俗に愚物（あほう）は風をひかぬと申す事でござれば……」との記述も見られる。

## 意味
ことわざとしての「馬鹿は風邪を引かない」の意味は、本当に馬鹿な者が風邪を引かないわけではなく、冒頭文の通り「馬鹿な者は鈍感なために、冬に風邪を引いても気づくことはなく、夏になってからやっと気づく」または「風邪を引いても気づかないほど愚鈍」と解釈されている。
しかし日常の会話においては、文字通り「馬鹿は風邪を引かない」との意味で、周囲で風邪を引かない人間に対して「馬鹿は風邪を引かない」、風邪を引いた人間に対し「馬鹿は風邪を引かないはず」などと、しばしば軽口や冗談のように扱われる。また、よく風邪を引きやすい人間から、風邪を引きにくい人間に対する、ある種の妬みや羨みとする意見もある。
類語に「夏風邪は馬鹿が引く」ということわざがあるが、前述の「冬に引いた風邪を夏に気づく」から転じてものである。こちらにも文字通り「夏風邪を引く者は愚か者」との意味が後から付け加えられている。
また「阿呆は風邪を引かぬ」の意味は、「愚かな者は何も考えずにのんびりと生活するため、体調を崩すことがない」「愚かな者は得てして呑気で、神経を使うこともないから、風邪を引きそうにない」「愚かな者は心配事がないために体が丈夫である」などとされる。神経質の人間はどちらかというと体が弱く、風邪を引きやすいとの考えから、逆に「阿呆は……」といわれるとの説もある。この「阿呆は……」も、俗に「風邪を引いたのは阿呆でない証拠」などと用いられることがある。

## 学術的な解釈
実際に「馬鹿」と呼ばれる人間が風邪を引かない、もしくは引きにくいかどうかについて、学術的な分析も様々な方向からなされている。
医学的には、馬鹿とは意味合いがやや異なるものの、ストレスは人間の免疫機能に関連しており、強いストレスはビタミンやカルシウムの消費に繋がって感染症の罹患の原因になりうることから、このことわざをストレスに結びつけて分析する考えがある。
神経質なタイプの人間は、心配をしたり苛立ったりすることが多く、ストレスの増加から免疫機能が低下しがちとなる。それに対して、のんびりした性格であまり深く考え込まないタイプの人間は、こうしたストレスによる免疫機能の低下を避けることができ、たとえ病原体が体内に侵入したとしても、十分な免疫機能によって病原体を撃退できる可能性が高い、との考えである。こうしたことで「ストレスを感じにくい人間」を「馬鹿」と見なすことはいささか乱暴な解釈ではあるものの、「馬鹿は風邪を引かない」は、あながち根拠のない俗信とは言い切れない、とする意見もある。
ほかにも、ストレス対処能力の高い人間はある種の鈍感さがあり、ストレスをストレスと感じずに受け流すことができるため、こうした鈍感さが健康に寄与しているとの説や、知能の低い者は体全体の反応が鈍いため、病原体に対する病気の反応が生じにくいとする説もある。